# Witold Benedyktowicz
Witold Benedyktowicz (* 25. Juni 1921 in Krakau, Polen; † 21. Januar 1997 in Warschau) war ein polnischer evangelisch-methodistischer Pastor, Hauptsuperintendent der Methodistischen Kirche in der Volksrepublik Polen, Hochschullehrer und Präses des Polnischen Ökumenischen Rates. 

## Leben
Nach seinem Schulabschluss mit mittlerer Reife im heimischen Krakau entschloss er sich unter Okkupationsbedingungen zum Studium an der Biblischen Hochschule zu Warschau, an welcher Professoren des geschlossenen Bereiches für Evangelische Theologie der Universität Warschau dozierten. Nach dem Zweiten Weltkrieg wurde er in die Masuren delegiert, um sich dort der seelsorgerischen Arbeit zu widmen. 1947 erhielt er die Ordination zum Pastor und entschloss sich danach zu einem ergänzenden theologischen Studium am Ökumenischen Institut Bossey/Schweiz, welches unter dem Patronat des Weltkirchenrates stand.
1950 erlangte er den Magistergrad am Bereich für Evangelische Theologie der Universität Warschau. Sein Promotor war Prof. Jan Szeruda. Vier Jahre später verteidigte er ein Doktorat zum Thema Idee des Durchbruchs im Methodismus, und 1965 erlangte er die Habilitation auf Grund der Arbeit Probe der christlichen Irenologie. Prager Erfahrungen. Ab 1972 war er außerordentlicher Professor und ab 1980 ordentlicher Professor. Ab 1967 wurde er an der Christlich-Theologischen Akademie als Inhaber des Lehrstuhls für Systematische Theologie angestellt. Von 1985 bis 1988 war er Mitglied im Obersten Rat des Hochschulwesens. Ab 1958 übernahm er die Redaktionsleitung der Zeitschrift Pielgrzym Polski (Polnischer Pilger).
Seit dem Beginn der 1950er Jahre war er als Pastor in der Methodisten-Kirche zu Warschau tätig. Als Hauptsuperintendent war er von 1969 bis 1983 der Oberhirte der Methodistischen Kirche in der Volksrepublik Polen. In den Jahren 1975 bis 1983 war er Präses des Polnischen Ökumenischen Rates und Delegierter an Kongressen für Ökumene und Frieden. 
In den Jahren 1986 bis 1989 saß er im Konsultationsrat beim Vorsitzenden des Staatsrates.
Benedyktowicz gehörte zu den Gründern und Aktivisten der Christlichen Friedenskonferenz (CFK). Bereits an ihrer Dritten Vorkonferenz 1960 war er beteiligt, und er nahm an allen sechs Allchristlichen Friedensversammlungen (ACFV) von 1961 bis 1985 teil, wobei er jeweils als Mitglied in die weiterführenden Ausschüsse gewählt wurde.

## Publikationen
- Próba irenologii chrzescijańskiej, Warszawa : Wydawnictwa "Jednota", Warschau 1965
- Brüder aus Epworth, „Odrodzenie“ (Renaissance),  Warschau 1971
- Ökumene, Frieden, Versöhnung, Gesellschaftliche Vereinigung Polnischer Katholiken, Verlagsinstitut A. Frycz Modrzewski, Warschau 1988
- Was sollen wir tun: Ein Umriss evangelisch-theologischer Ethik, Christlich-Theologische Akademie, Warschau 1993
- Hoffnung lässt nicht zuschanden werden, Frankfurt am Main : Haag und Herchen, 1995